# Sebastian Holmén
Rasmus Sebastian Holmén (* 29. dubna 1992, Borås, Švédsko) je švédský fotbalový obránce a reprezentant, který v současné době hraje v klubu IF Elfsborg. Hraje na postu stopera (středního obránce).
Jeho starším bratrem je fotbalista a švédský reprezentant Samuel Holmén.

## Klubová kariéra
Profesionální fotbalovou kariéru zahájil ve švédském klubu IF Elfsborg.

## Reprezentační kariéra
Holmén nastupoval za švédskou mládežnickou reprezentaci U21.
Trenér Håkan Ericson jej nominoval na Mistrovství Evropy hráčů do 21 let 2015 konané v Praze, Olomouci a Uherském Hradišti, kde získal se švédským týmem zlaté medaile.
V A-mužstvu Švédska debutoval 15. ledna 2015 v přátelském utkání v Abú Dhabí proti týmu Pobřeží slonoviny (výhra 2:0).